# Globo de Ouro de melhor ator coadjuvante em televisão

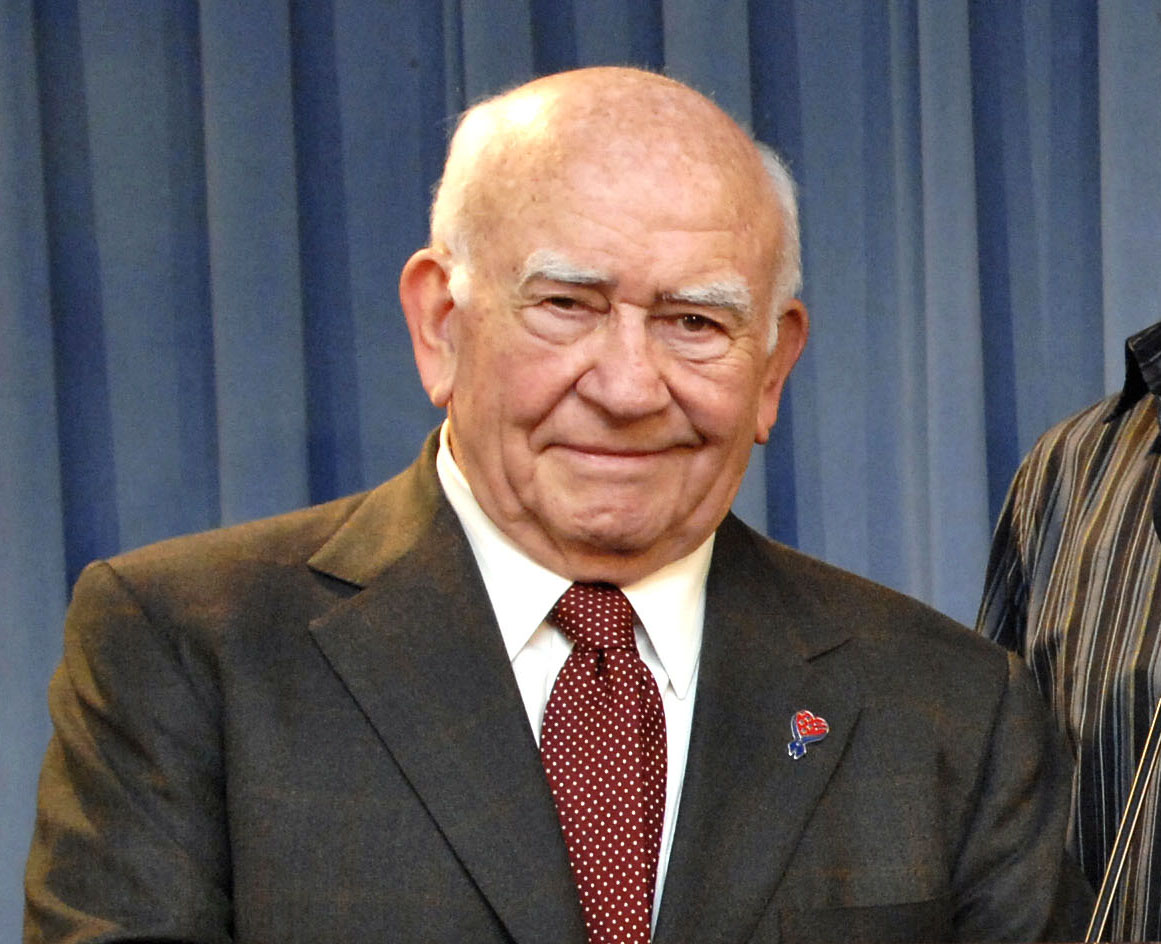
Edward Asner vencedor do globo de ouro como melhor ator coadjuvante em 1971, 1975 e 1976.

Esta é uma lista com os vencedores e indicados ao Globo de Ouro, atribuído pela Associação de Correspondentes Estrangeiros de Hollywood, na categoria de Melhor Ator Coadjuvante em Televisão (em inglês: Best Supporting Actor in a Series, Mini-series or Motion Picture Made for Television).

## Vencedores e nomeados/indicados
O ano refere-se ao de produção. O prémio é normalmente entregue no início do ano seguinte.

### Anos 1970
1970: James Brolin – Marcus Welby, M.D.
- Tige Andrews – The Mod Squad
- Michael Constantine – Room 222
- Henry Gibson – Rowan & Martin's Laugh-In
- Zalman King – The Young Lawyers

1971: Ed Asner – The Mary Tyler Moore Show
- James Brolin – Marcus Welby, M.D.
- Harvey Korman – The Carol Burnett Show
- Rob Reiner – All in the Family
- Milburn Stone – Gunsmoke

1972: James Brolin – Marcus Welby, M.D.
- Ed Asner – The Mary Tyler Moore Show
- Ted Knight – The Mary Tyler Moore Show
- Harvey Korman – The Carol Burnett Show
- Rob Reiner – All in the Family

1973: McLean Stevenson – M*A*S*H
- Ed Asner – The Mary Tyler Moore Show
- Will Geer – The Waltons
- Harvey Korman – The Carol Burnett Show
- Strother Martin – Hawkins
- Rob Reiner – All in the Family

1974: Harvey Korman – The Carol Burnett Show 
- Will Geer – The Waltons
- Gavin MacLeod – The Mary Tyler Moore Show
- Whitman Mayo – Sanford and Son
- Jimmie Walker – Good Times

1975: Ed Asner – The Mary Tyler Moore Show e

1975: Tim Conway – The Carol Burnett Show
- Ted Knight – The Mary Tyler Moore Show
- Rob Reiner – All in the Family
- Jimmie Walker – Good Times

1976: Ed Asner – Rich Man, Poor Man
- Tim Conway – The Carol Burnett Show
- Charles Durning – Captains and the Kings
- Gavin MacLeod – Mary Tyler Moore
- Rob Reiner – All in the Family

1977: o prémio não foi atribuído.

1978: Norman Fell – Three's Company 

- Jeff Conaway – Taxi
- Danny DeVito – Taxi
- Pat Harrington, Jr. – One Day at a Time
- Andy Kaufman – Taxi

1979: Danny DeVito – Taxi e

1979: Vic Tayback – Alice
- Jeff Conaway – Taxi
- Tony Danza – Taxi
- David Doyle – Charlie's Angels

### Anos 1980
1980: Pat Harrington - One Day at a Time e

1980: Vic Tayback - Alice
- Danny DeVito - Taxi
- Andy Kaufman - Taxi
- Geoffrey Lewis - Flo

1981: John Hillerman - Magnum P.I.
- Danny DeVito - Taxi
- Pat Harrington, Jr. - One Day at a Time
- Vic Tayback - Alice
- Hervé Villechaize - Fantasy Island

1982: Lionel Stander - Hart to Hart
- Pat Harrington, Jr. - One Day at a Time
- John Hillerman - Magnum, P.I.
- Lorenzo Lamas - Falcon Crest
- Anson Williams - Happy Days

1983: Richard Kiley - The Thorn Birds
- Bryan Brown - The Thorn Birds
- John Houseman - The Winds of War
- Perry King - The Hasty Heart
- Rob Lowe - Thursday's Child
- Jan-Michael Vincent - The Winds of War

1984: Paul Le Mat - The Burning Bed
- Pierce Brosnan - Nancy Astor
- John Hillerman - Magnum, P.I.
- Ben Vereen - Ellis Island
- Bruce Weitz - Hill Street Blues

1985: Edward James Olmos - Miami Vice
- Ed Begley, Jr. - St. Elsewhere
- David Carradine - North and South
- Richard Farnsworth - Chase
- John James - Dynasty
- John Malkovich - Death of a Salesman
- Pat Morita - Amos
- Bruce Weitz - Hill Street Blues

1986: Jan Niklas - Anastasia: The Mystery of Anna
- Tom Conti - Nazi Hunter: The Beate Klarsfeld Story
- John Hillerman - Magnum, P.I.
- Trevor Howard - Christmas Eve
- Ron Leibman - Christmas Eve

1987: Rutger Hauer - Escape From Sobibor
- Kirk Cameron - Growing Pains
- Dabney Coleman - Sworn to Silence
- John Hillerman - Magnum, P.I.
- John Larroquette - Night Court
- Brian McNamara - Billionaire Boys Club
- Alan Rachins - L.A. Law
- Gordon Thomson - Dynasty

1988: Barry Bostwick - War and Remembrance e

1988: John Gielgud - War and Remembrance
- Armand Assante - Jack the Ripper
- Kirk Cameron - Growing Pains
- Larry Drake - L.A. Law
- Derek Jacobi - The Tenth Man
- Edward James Olmos - Miami Vice

1989: Dean Stockwell - Quantum Leap
- Chris Burke - Life Goes On
- Larry Drake - L.A. Law
- Tommy Lee Jones - Lonesome Dove
- Michael Tucker - L.A. Law

### Anos 1990
- 1990: Charles Durning - The Kennedys of Massachusetts
  - Barry Miller - Equal Justice
  - Jimmy Smits - L.A. Law
  - Dean Stockwell - Quantum Leap
  - Blair Underwood - L.A. Law

- 1991: Louis Gossett, Jr. - The Josephine Baker Story
  - Larry Drake - L.A. Law
  - Michael Jeter - Evening Shade
  - Richard Kiley - Separate But Equal
  - Dean Stockwell - Quantum Leap

- 1992: Maximilian Schell - Stalin
  - Jason Alexander - Seinfeld
  - John Corbett - Northern Exposure
  - Hume Cronyn - Broadway Bound
  - Earl Holliman - Delta
  - Dean Stockwell - Quantum Leap

- 1993: Beau Bridges - The Positively True Adventures of the Alleged Texas Cheerleader-Murdering Mom
  - Jason Alexander - Seinfeld
  - Dennis Franz - NYPD Blue
  - John Mahoney - Frasier
  - Jonathan Pryce - Barbarians at the Gate

- 1994: Edward James Olmos - The Burning Season
  - Jason Alexander - Seinfeld
  - Fyvush Finkel - Picket Fences
  - David Hyde Pierce - Frasier
  - John Malkovich - Heart of Darkness

- 1995: Donald Sutherland - Citizen X
  - Sam Elliott - Buffalo Girls
  - Tom Hulce - The Heidi Chronicles
  - David Hyde Pierce - Frasier
  - Henry Thomas - Indictment: The McMartin Trial

- 1996: Ian McKellen - Rasputin: Dark Servant of Destiny
  - Noah Wyle - ER
  - David Hyde Pierce - Frasier
  - David Paymer - Crime of the Century
  - Anthony Quinn - Gotti

- 1997: George C. Scott - 12 Angry Men
  - Jason Alexander - Seinfeld
  - Michael Caine - Mandela and the Klerk
  - David Hyde Pierce - Frasier
  - Eriq La Salle - ER
  - Noah Wyle - ER

- 1998: Don Cheadle - The Rat Pack
- 1998: Gregory Peck - Moby-Dick
  - Joe Mantegna - The Rat Pack
  - David Spade - Just Shoot Me!
  - Noah Wyle - ER

- 1999: Peter Fonda - The Passion of Ayn Rand
  - Klaus Maria Brandauer - Introducing Dorothy Dandridge
  - Sean Hayes - Will & Grace
  - Chris Noth - Sex and the City
  - Peter O'Toole - Joan of Arc
  - David Spade - Just Shoot Me!

### Anos 2000
| - 2000: Robert Downey, Jr. - Ally McBeal - Sean Hayes - Will & Grace - John Mahoney - Frasier - David Hyde Pierce - Frasier - Christopher Plummer - American Tragedy - Bradley Whitford - The West Wing - 2001: Stanley Tucci - Conspiracy - John Corbett - Sex and the City - Sean Hayes - Will & Grace - Ron Livingston - Band of Brothers - Bradley Whitford - The West Wing - 2002: Donald Sutherland - Path to War - Alec Baldwin - Path to War - Jim Broadbent - The Gathering Storm - Bryan Cranston - Malcolm in the Middle - Sean Hayes - Will & Grace - Dennis Haysbert - 24 - Michael Imperioli - The Sopranos - John Spencer - The West Wing - Bradley Whitford - The West Wing - 2003: Jeffrey Wright - Angels in America - Sean Hayes - Will & Grace - Lee Pace - Soldier's Girl - Ben Shenkman - Angels in America - Patrick Wilson - Angels in America - 2004: William Shatner - Boston Legal - Sean Hayes - Will & Grace - Michael Imperioli - The Sopranos - Jeremy Piven - Entourage - Oliver Platt - Huff | - 2005: Paul Newman - Empire Falls - Naveen Andrews - Lost - Jeremy Piven - Entourage - Randy Quaid - Elvis - Donald Sutherland - Commander in Chief - 2006: Jeremy Irons - Elizabeth I - Thomas Haden Church - Broken Trail - Justin Kirk - Weeds - Masi Oka - Heroes - Jeremy Piven - Entourage - 2007: Jeremy Piven - Entourage - Ted Danson - Damages - Kevin Dillon - Entourage - Andy Serkis - Longford - William Shatner - Boston Legal - Donald Sutherland - Dirty Sexy Money - 2008: Tom Wilkinson - John Adams - Neil Patrick Harris - How I Met Your Mother - Denis Leary - Recount - Jeremy Piven - Entourage - Blair Underwood - In Treatment - 2009: John Lithgow - Dexter - Michael Emerson - Lost - Neil Patrick Harris - How I Met Your Mother - William Hurt - Damages - Jeremy Piven - Entourage |

### Anos 2010
| Ano  | Vencedor                                                   | Indicados | Ref.   |
| ---- | ---------------------------------------------------------- | --- | ------ |
| 2010 | Chris Colfer como Kurt Hummel em Glee                      | - Scott Caan como Daniel "Danny" Williams - Hawaii Five-0 - Chris Noth como Peter Florrick - The Good Wife - Eric Stonestreet como Cameron Tucker - Modern Family - David Strathairn como Dr. Carlock - Temple Grandin                                      | [ 1 ]  |
| 2011 | Peter Dinklage como Tyrion Lannister em Game of Thrones    | - Guy Pearce como Monty Beragon - Mildred Pierce - Tim Robbins como Bill Loud - Cinema Verite - Paul Giamatti como Ben Bernanke - Too Big to Fail - Eric Stonestreet como Cameron Tucker - Modern Family                                                    | [ 2 ]  |
| 2012 | Ed Harris como John McCain em Game Change                  | - Danny Huston como Ben "The Butcher" Diamond - Magic City - Mandy Patinkin como Saul Berenson - Homeland - Max Greenfield como Schmidt - New Girl - Eric Stonestreet como Cameron Tucker - Modern Family                                                   | [ 3 ]  |
| 2013 | Jon Voight como Mickey Donovan em Ray Donovan              | - Rob Lowe como Dr. Jack Startz - Behind the Candelabra - Corey Stoll como Rep. Peter Russo - House of Cards - Aaron Paul como Jesse Pinkman - Breaking Bad - Josh Charles como Will Gardner - The Good Wife                                                | [ 4 ]  |
| 2014 | Matt Bomer como Felix Turner em The Normal Heart           | - Alan Cumming como Eli Gold - The Good Wife - Colin Hanks como Policial Gus Grimly - Fargo - Bill Murray como Jack Kennison - Olive Kitteridge - Jon Voight como Mickey Donovan - Ray Donovan                                                              | [ 5 ]  |
| 2015 | Christian Slater como Mr. Robot em Mr. Robot               | - Damian Lewis como Henrique VIII – Wolf Hall - Alan Cumming como Eli Gold – The Good Wife - Tobias Menzies como Frank Randall/Jonathan Randall – Outlander - Ben Mendelsohn como Danny Rayburn – Bloodline                                                 | [ 6 ]  |
| 2016 | Hugh Laurie como Richard Onslow Roper em The Night Manager | - Sterling K. Brown como Christopher Darden – The People v. O.J. Simpson - Christian Slater como Mr. Robot / Edward Alderson – Mr. Robot - John Lithgow como Winston Churchill – The Crown - John Travolta como Robert Shapiro – The People v. O.J. Simpson | [ 7 ]  |
| 2017 | Alexander Skarsgård como Perry Wright em Big Little Lies   | - Alfred Molina como Robert Aldrich – Feud: Bette and Joan - David Harbour como Jim Hopper – Stranger Things - David Thewlis como V.M. Varga – Fargo - Christian Slater como Mr. Robot/Edward Alderson – Mr. Robot                                          | [ 8 ]  |
| 2018 | Ben Whishaw como Norman Scott em A Very English Scandal    | - Alan Arkin como Norman Newlander – The Kominsky Method - Henry Winkler como Gene Cousineau – Barry - Kieran Culkin como Roman Roy – Succession - Édgar Ramírez como Gianni Versace – The Assassination of Gianni Versace                                  | [ 9 ]  |
| 2019 | Stellan Skarsgård como Boris Shcherbina em Chernobyl       | - Alan Arkin como Norman Newlander – The Kominsky Method - Andrew Scott como O Padre – Fleabag - Kieran Culkin como Roman Roy – Succession - Henry Winkler como Gene Cousineau – Barry                                                                      | [ 10 ] |

### Anos 2020
| Ano  | Vencedor                                                     | Indicados | Ref.   |
| ---- | ------------------------------------------------------------ | --- | ------ |
| 2020 | John Boyega como Leroy Logan em Small Axe                    | - Dan Levy como David Rose - Schitt's Creek - Jim Parsons como Henry Willson - Hollywood - Brendan Gleeson como Presidente Donald Trump - The Comey Rule - Donald Sutherland como Franklin Reinhardt - The Undoing                                                                         | [ 11 ] |
| 2021 | O Yeong-su como Oh Il-nam em Squid Game                      | - Billy Crudup como Cory Ellison – The Morning Show - Kieran Culkin como Roman Roy – Succession - Mark Duplass como Charlie "Chip" Black – The Morning Show - Brett Goldstein como Roy Kent – Ted Lasso                                                                                    | [ 12 ] |
| 2022 | Tyler James Williams como Gregory Eddie em Abbott Elementary | - Jonathan Pryce como Príncipe Philip, Duque de Edimburgo – The Crown - John Lithgow como Harold Harper – The Old Man - John Turturro como Irving Bailiff – Severance - Henry Winkler como Gene Cousineau – Barry                                                                          | [ 13 ] |
| 2023 | Matthew Macfadyen como Tom Wambsgans em Succession           | - Alan Ruck como Connor Roy – Succession - Billy Crudup como Cory Ellison – The Morning Show - James Marsden como ele próprio – Jury Duty - Alexander Skarsgård como Lukas Matsson – Succession - Ebon Moss-Bachrach como Richard "Richie" Jerimovich – The Bear                           | [ 14 ] |
| 2024 | Tadanobu Asano como Kashigi Yabushige em Shōgun              | - Diego Luna como Andy Pérez – La Máquina - Jack Lowden como River Cartwright – Slow Horses - Harrison Ford como Paul Rhoades – Shrinking - Javier Bardem como José Menendez – Monsters: The Lyle and Erik Menendez Story - Ebon Moss-Bachrach como Richard "Richie" Jerimovich – The Bear | [ 15 ] |